# Villa Adolfsberg

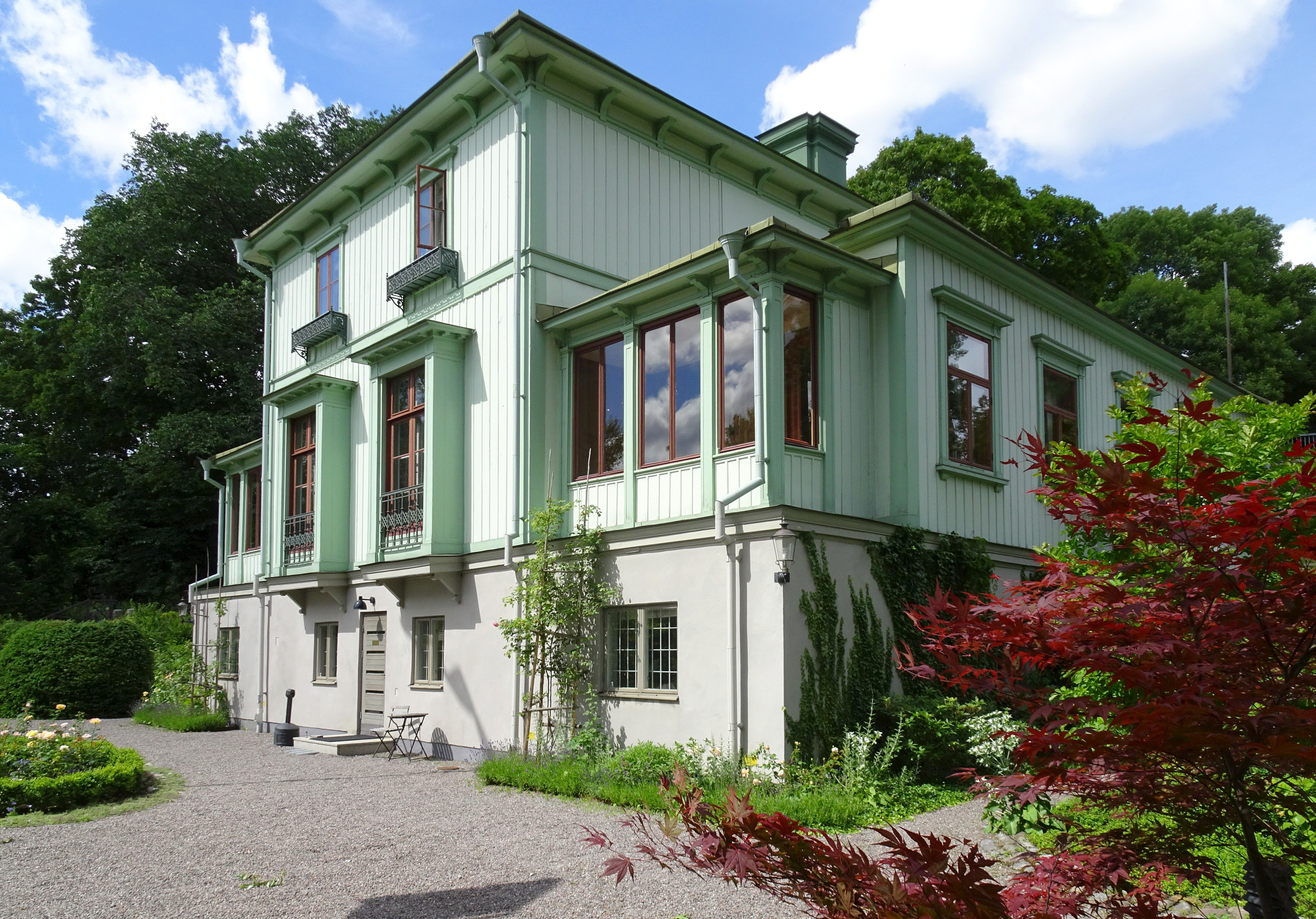
Villa Adolfsberg i juli 2016.

Villa Adolfsberg är en kulturhistorisk intressant byggnad vid Wivalliusgatan 25 i Marieberg på Kungsholmen i Stockholm. Villan uppfördes 1851 som sommarnöje för Jonas Adolf Walldén, dåvarande ägare och chefredaktör för Stockholms Dagblad. För att undgå rivning flyttades villan 1959 cirka 100 meter västerut till sitt nuvarande läge. Idag har Stockholms Livsmedelshandlareförening sitt kansli här.

## Historik

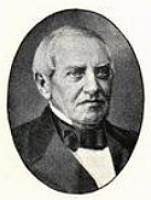
Byggherren Walldén.

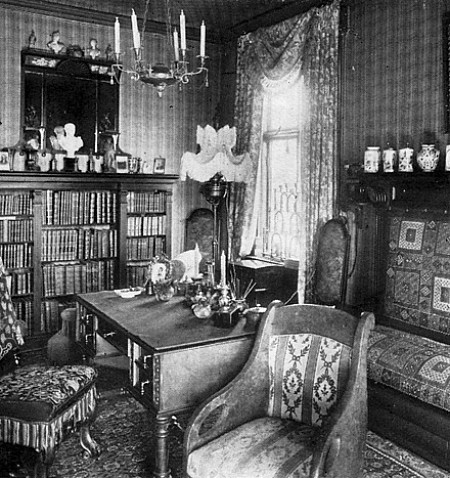
Walldéns skrivrum.

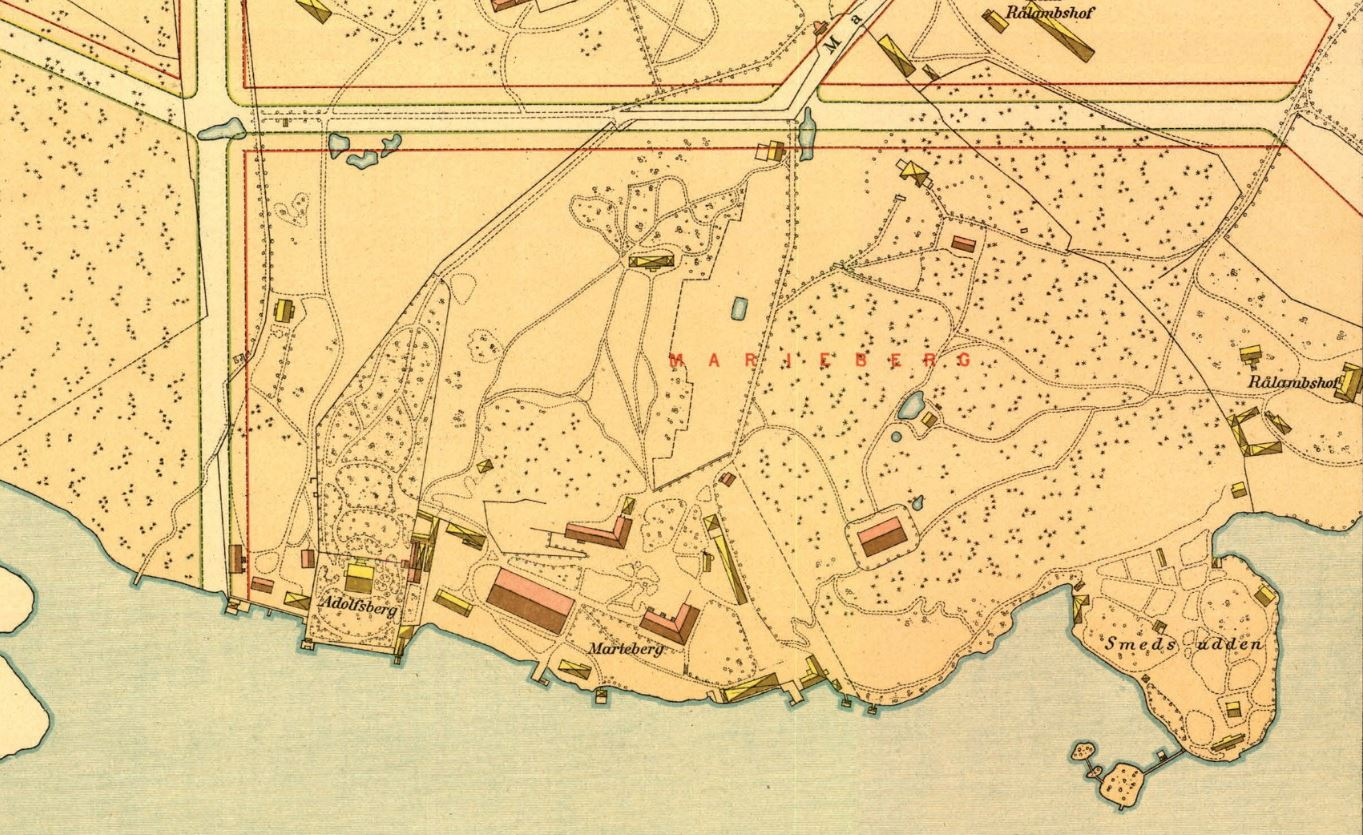
Adolfsberg 1885.

Villans byggherre var dåvarande ägare och chefredaktör för Stockholms Dagblad. Det är även efter hans förnamn som villan döptes till Adolfsberg. Han beställde en påkostad villa i klassiskt italiensk stil som ritades av en idag okänd arkitekt. Huset uppfördes i trä på en murad källarvåning. 
Byggnaden innehöll 14 rum på 545 kvadratmeter och delades upp i olika höga volymer med flyglar och verandor. På det flacka taket placerades  en hög lanternin som gav dagsljus till övervåningen och genom en öppning i golvet även till undervåningens centrala delar. Dörröverstycken och väggmålningarna utfördes av konstnären Henrik Theodor Lundh. 
Till huset hörde även en långsmal park med slingrande vägar som sträckte sig ner till Mälaren strand där man hade en egen brygga. Villan blev samlingspunkt för många av tidens litteratörer och journalister.
Författaren Gustaf Thomée omnämnde Villa Adolfsberg 1863 i sin skrift Stockholmska promenader: hufvudstadens historiska minnen, offentliga inrättningar, förnämsta byggnader och andra föremål, som förtjena att ses, jemte ströftåg genom Stockholms omgifningar.
| ” | Nedanför Marieberg ligger en nyanlagd villa, hvars blanka zinktak gnistrar i aftonsolen, och hvilken omgifves af täcka blomsterplanteringar, medan friden och trefnaden tagit sin bostad i dess inre. Villan heter Adolfsberg, och den täcka anläggningen, som nu pryder den forna berg- och grusbacken, bär vittne om hvad kapitalet förmår uträtta, då det står i tjenst hos en med skönhetssinne och ihärdighet utrustat man, sådan som det vackra ställets anläggare, boktryckaren J. A. Walldén. | „ |

År 1876 övertogs fastigheten av källarmästaren på Operakällaren Bengt Carlsson. Han var konstintresserad och tog hand om en del värdefulla inredningsdetaljer när Gustavianska operahuset revs på 1890-talet, bland annat matsalens plafondmålning ”Aurora omgiven av kupidoner” och en stor spegel som han placerade i salongen. Bland senare ägare märks fabrikören Ivar G Folcker som drev Kungsholmens Färgeri i villan. Möjligen är det samme fabrikör Folcker som uppförde Folckerska huset 1848 på Gallerians nuvarande plats i Stockholms innerstad. 
Under tiden hade den lantliga idyllen förvandlats till ett mindre industriområde med bland annat Forslunds varv'' i väster och Mariebergs ammunitionsfabrik i öster. På 1920-talet hade området förvärvats av Stockholms stad, som på 1950-talet började stadsplanera kvarteren Adolfsberg, Fajansfabriken och Kattuntryckeriet för bostadshus. Villan stod ”i vägen” och skulle rivas.

## Historiska bilder

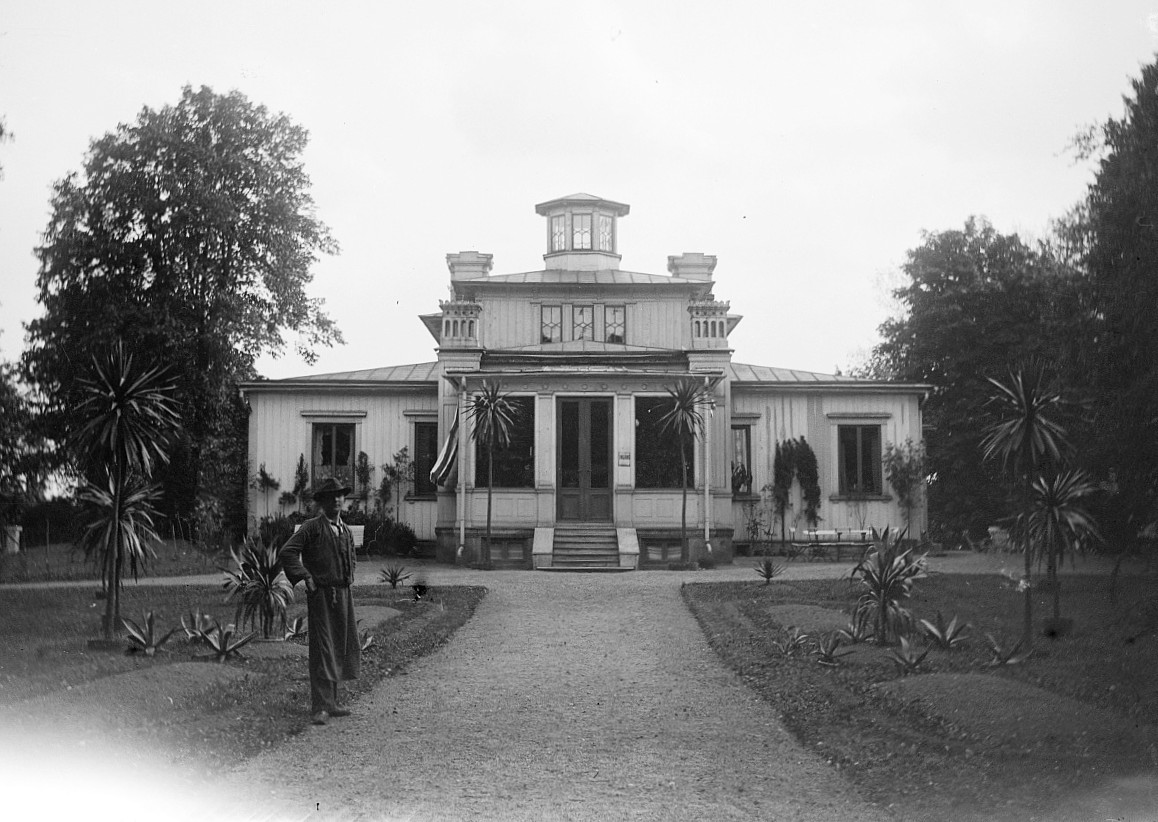
Adolfsberg omkring 1905.
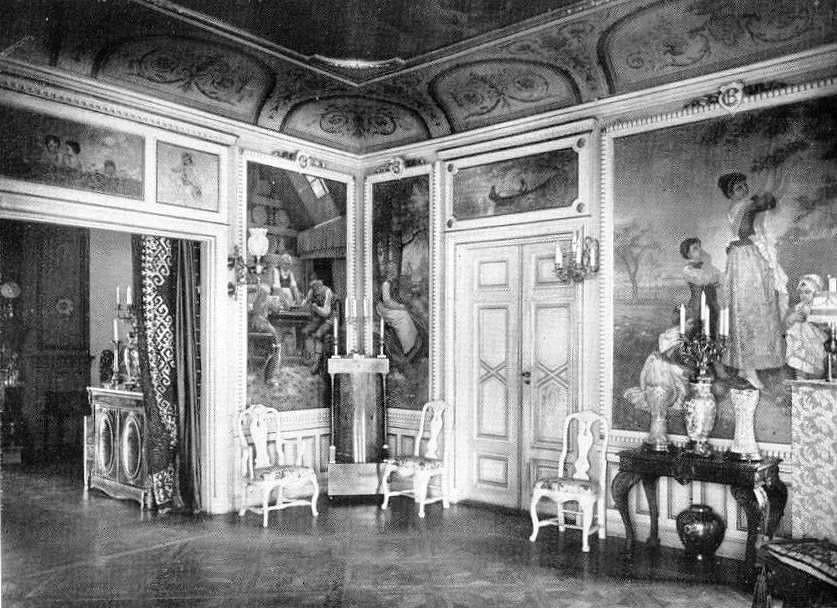
Adolfsbergs matsal 1921.
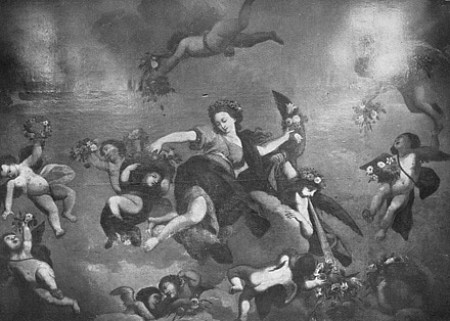
Matsalens takmålning ”Aurora omgiven av kupidoner”.
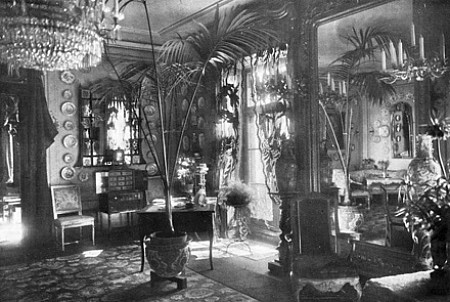
Adolfsbergs salong med stora spegeln.
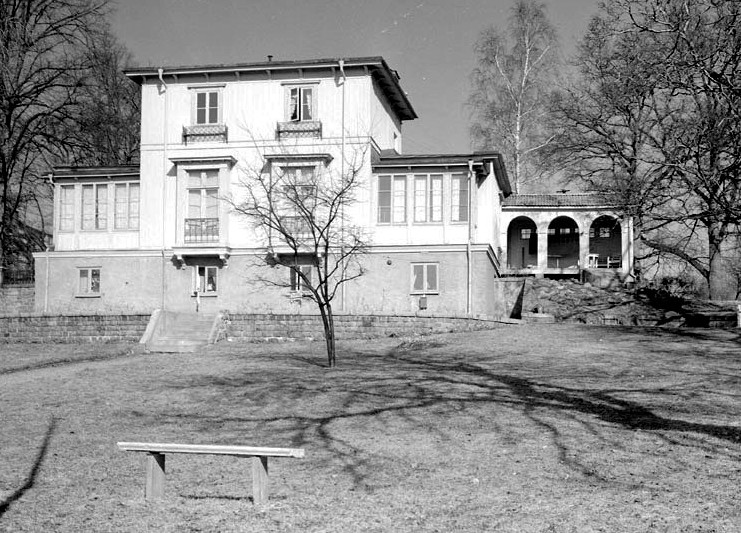
Adolfsberg före flytten 1959.

## Husets vidare öden

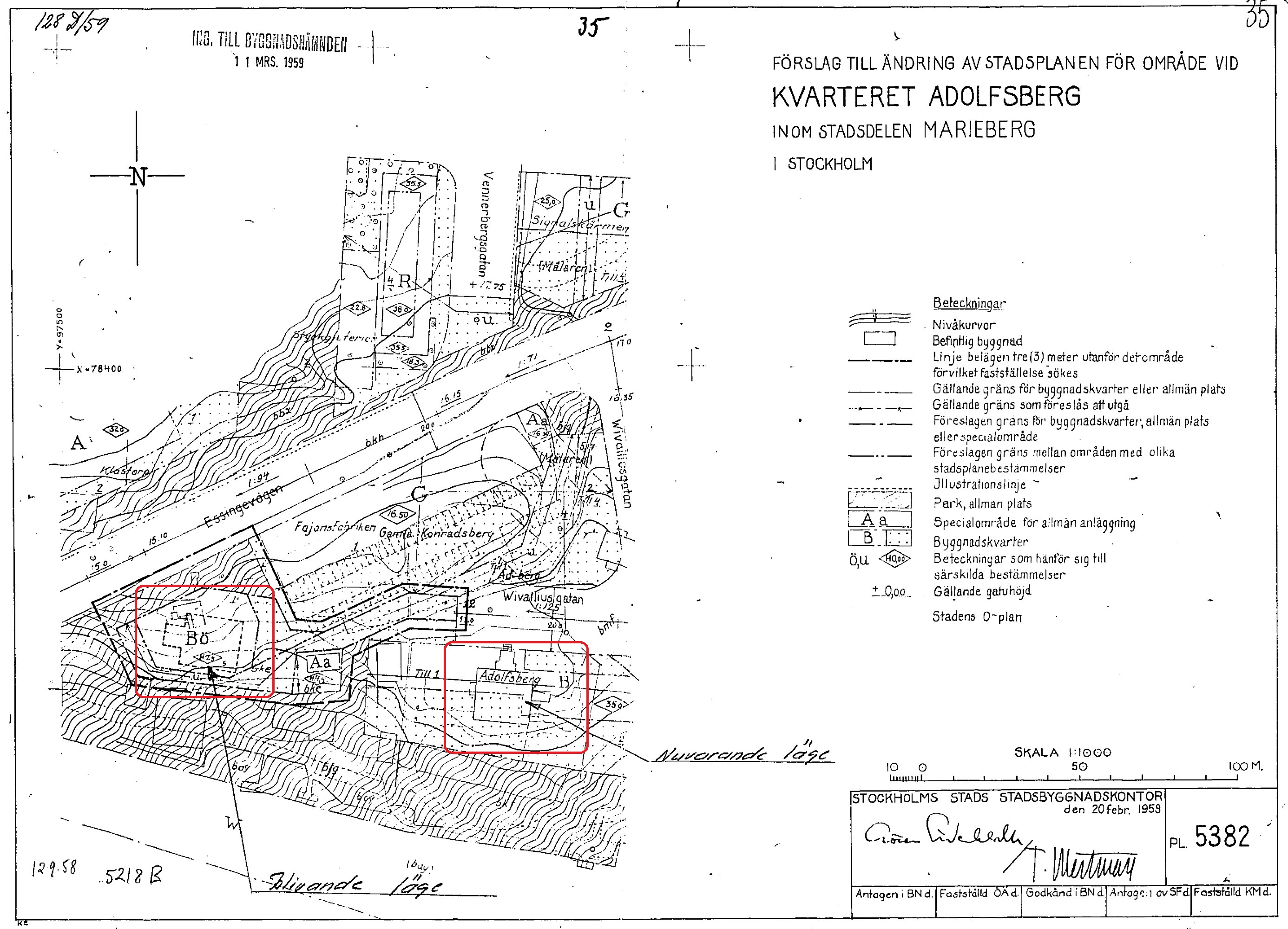
Adolfsbergs ändrade stadsplan 1959.

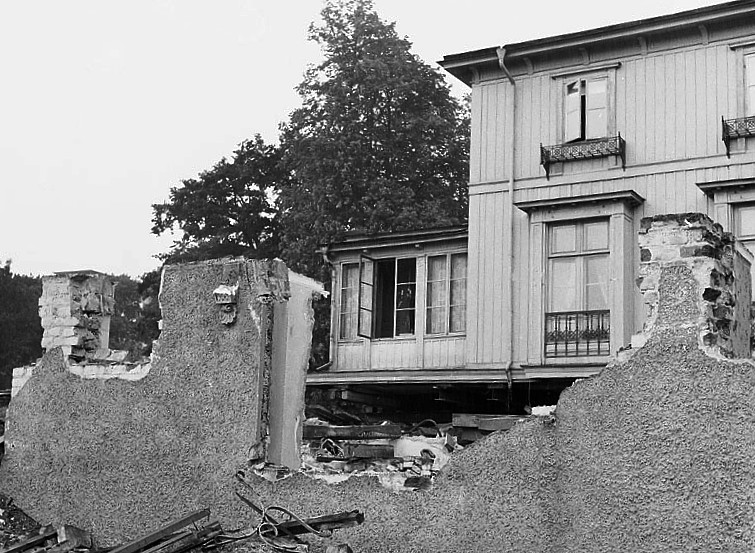
Adolfsberg flyttas, augusti 1959.

Dåvarande ägaren var assessorn Stig Källén som 1951 övertog villan efter advokaten Axel Hemming-Sjöberg. Genom omfattande restaureringar hade Källén gett villan mycket av sin forna glans tillbaka. Det var tack vare honom som villan räddades från rivning, genom hans förslag att flytta den ungefär 100 meter västerut och så möjliggöra den planerade bostadsbebyggelsen. 
Riksantikvarieämbetet kallades in, ansåg bland annat att ”Adolfsberg måste anses äga stort kulturhistoriskt värde” och stadsplanen ändrades. I augusti 1959 var det dags att rulla huset, komplett med inredning, kakelugnar och kristallkronor, till en ny uppmurad källargrund på sin nuvarande plats knappt 100 meter väster om den ursprungliga. Den gamla källargrunden revs.
Stig Källén med familj var den siste privata ägaren av Adolfsberg. 1998 förvärvades fastigheten av vinimportföretaget AB Vin-Trägårdh som efter en muthärva tvingades sälja år 2006. Nuvarande ägare är Stockholms Livsmedelshandlareförening (SLHF) som övertog Adolfsberg efter AB Vin-Trägårdh. SLHF lät genomföra en total utvändig renovering med ekonomiskt stöd av länsstyrelsen. I villan ligger numera SLHF:s kansli och möteslokaler samt en sällskapsvåning med större och mindre salonger.
Redan 1948 menade museinämndens Gösta Selling och Ragnar Tomson "att Adolfsbergs huvudbyggnad samt det närmast intill denna belägna vackra parkområde kunde för framtiden bevaras såsom byggnadsminnesmärke". Någon skydd som byggnadsminne har Villa Adolfsberg fortfarande inte idag (2016), men Stockholms stadsmuseum har grönklassat huset, vilket innebär ett högt kulturhistoriskt värde och betyder att bebyggelsen är särskilt värdefull från historisk, kulturhistorisk, miljömässig eller konstnärlig synpunkt.

## Nutida bilder

Exteriör
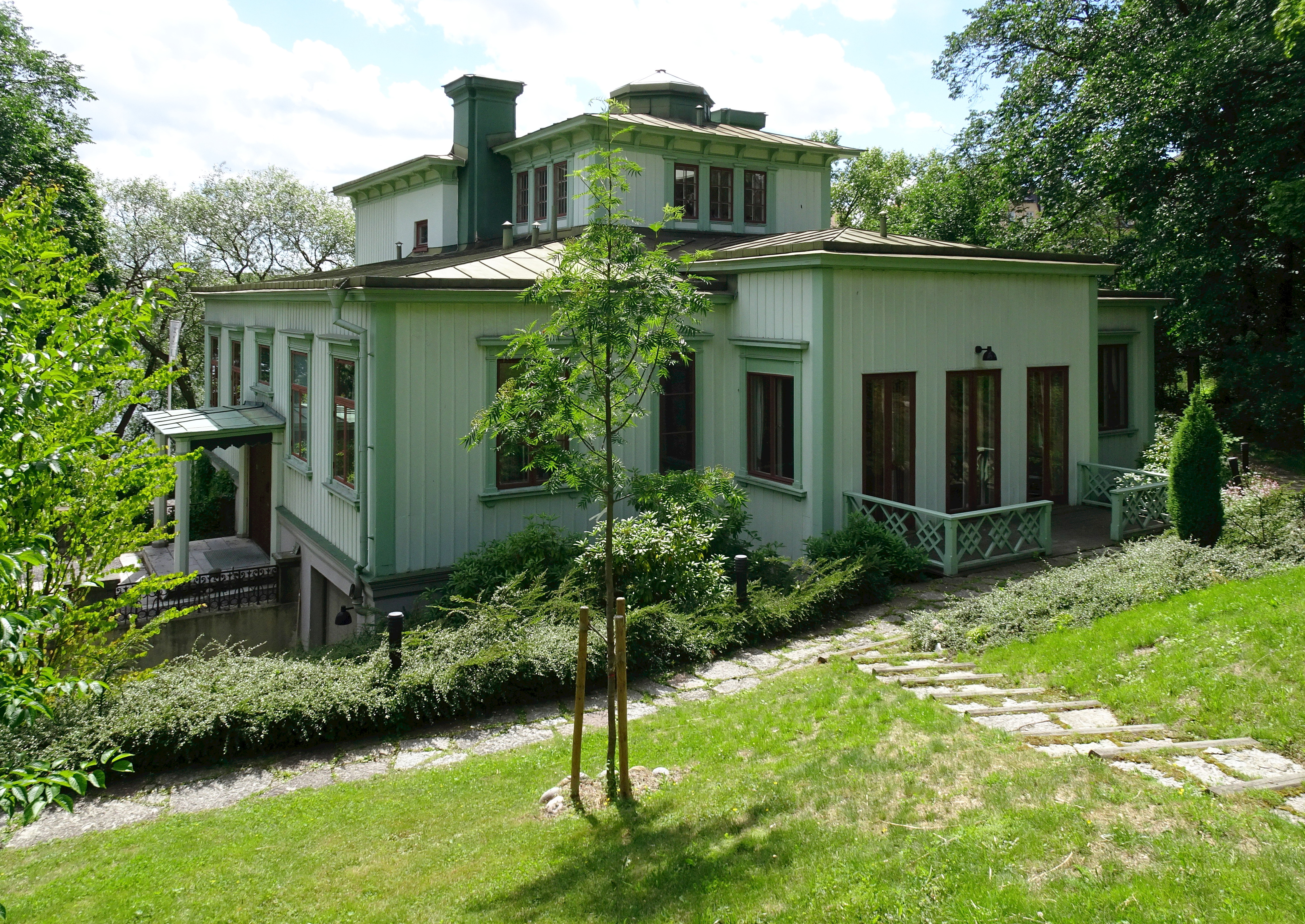
Fasad mot trädgården (norr)
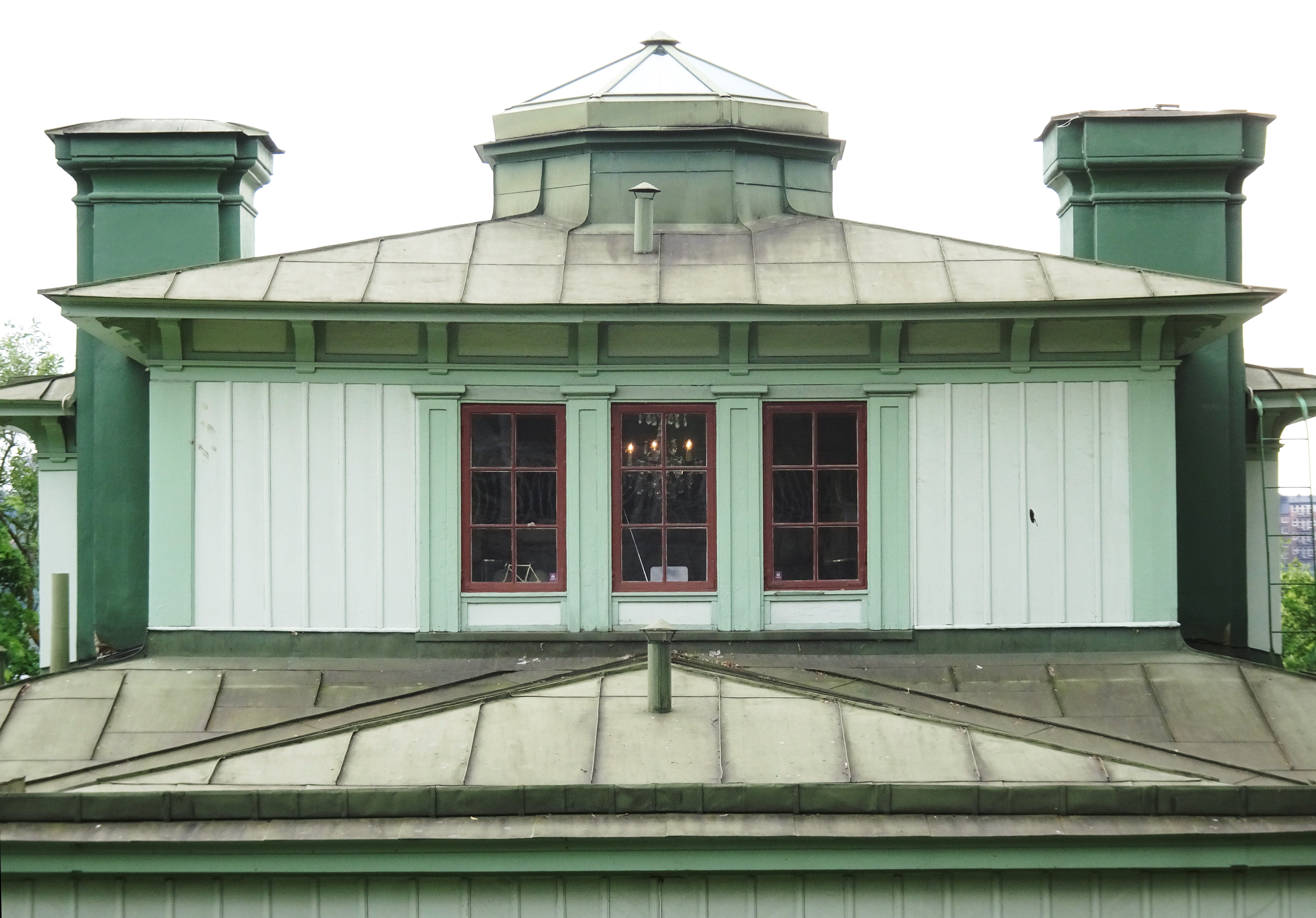
Trädgårdsfasad (detalj)
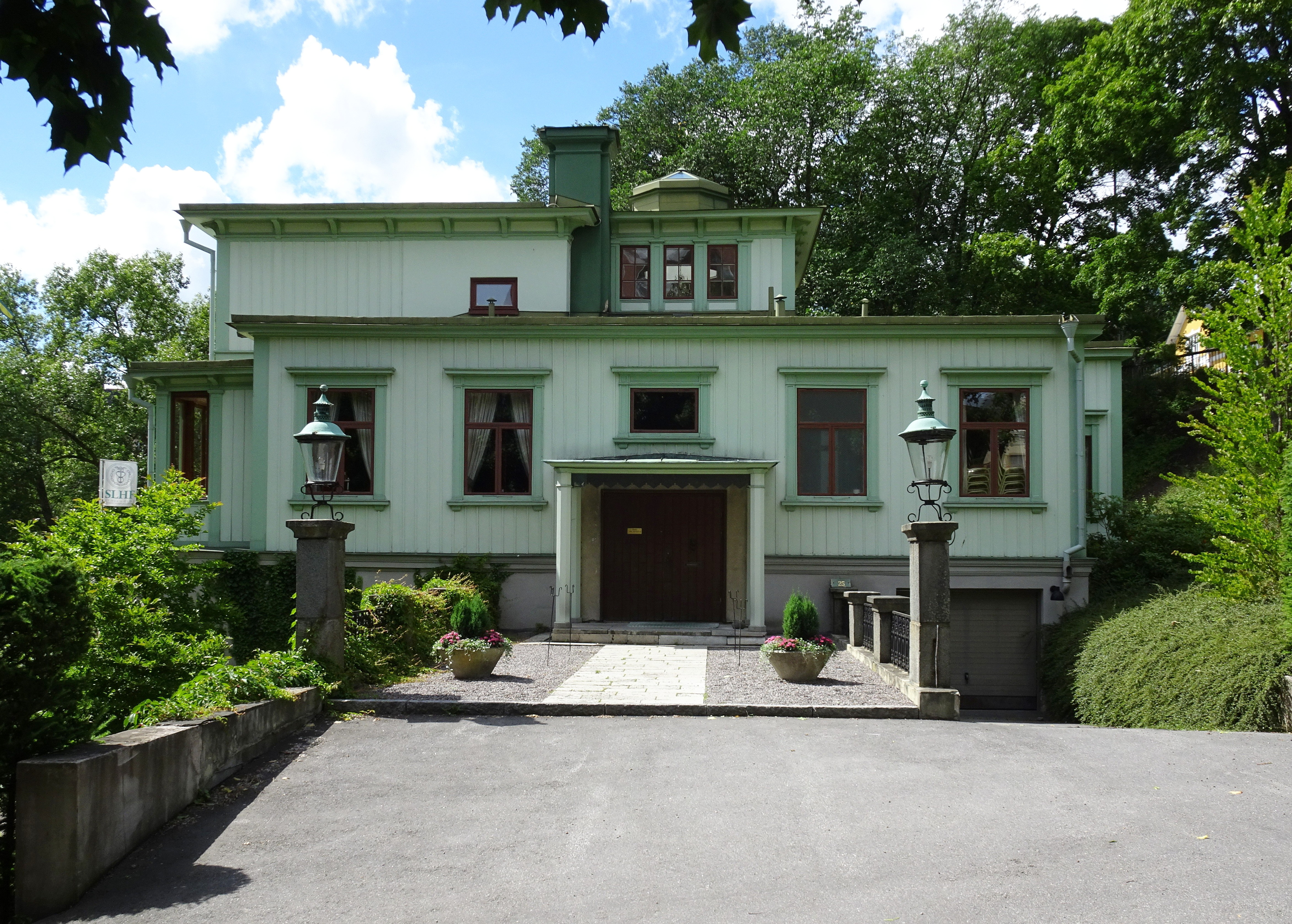
Entréfasad (öster)
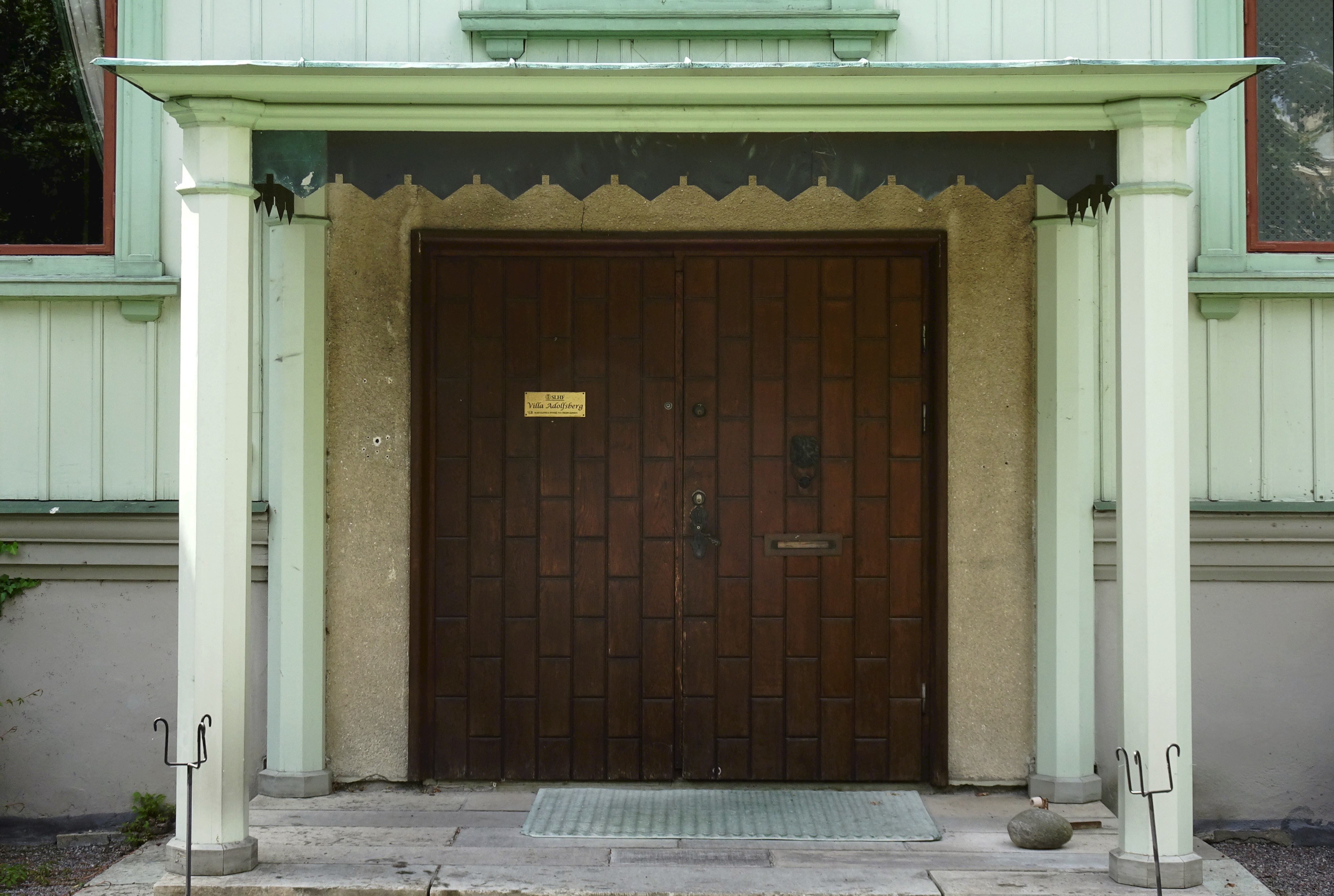
Entrén
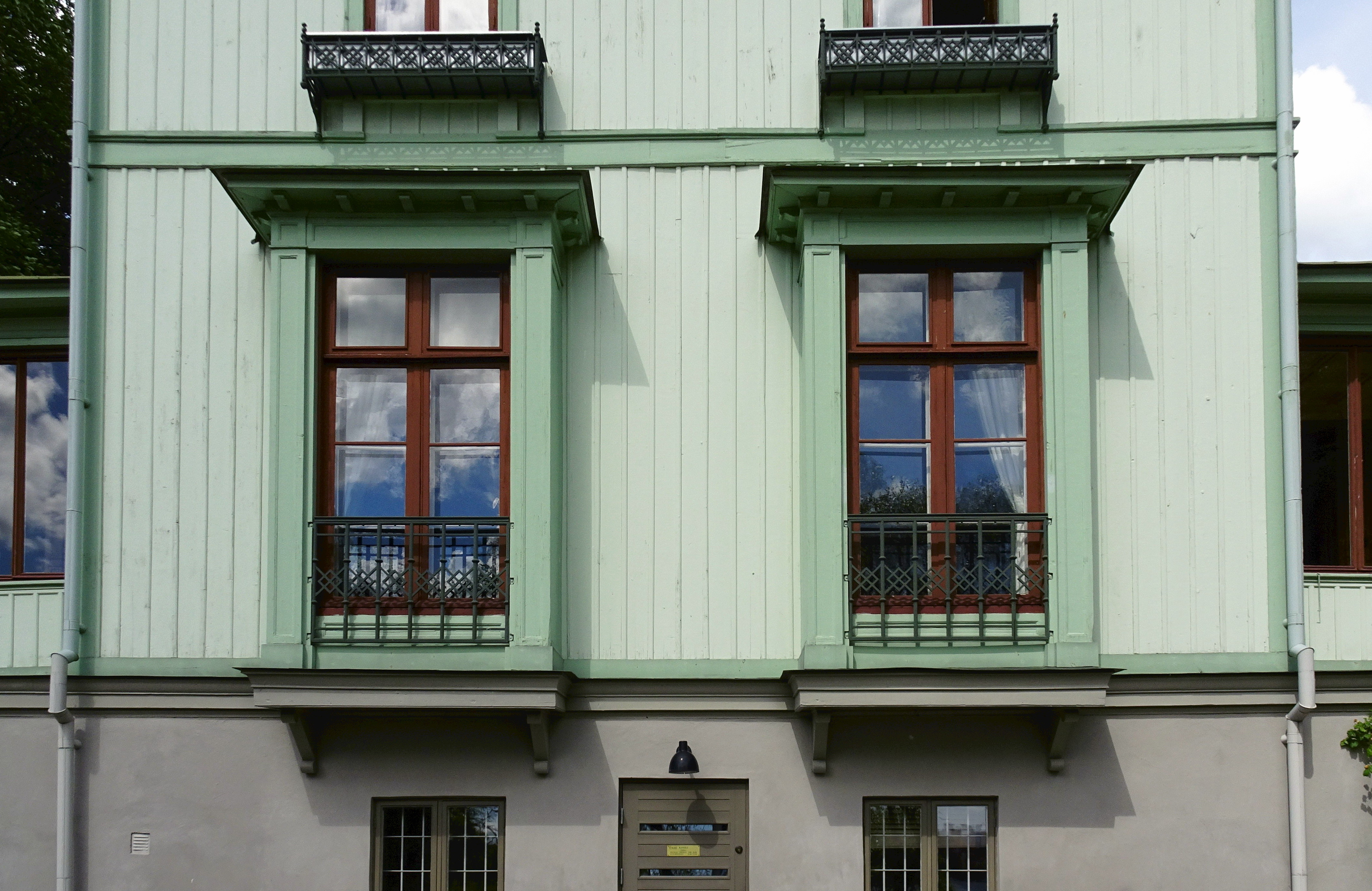
Stora salongens fönster

Interiör
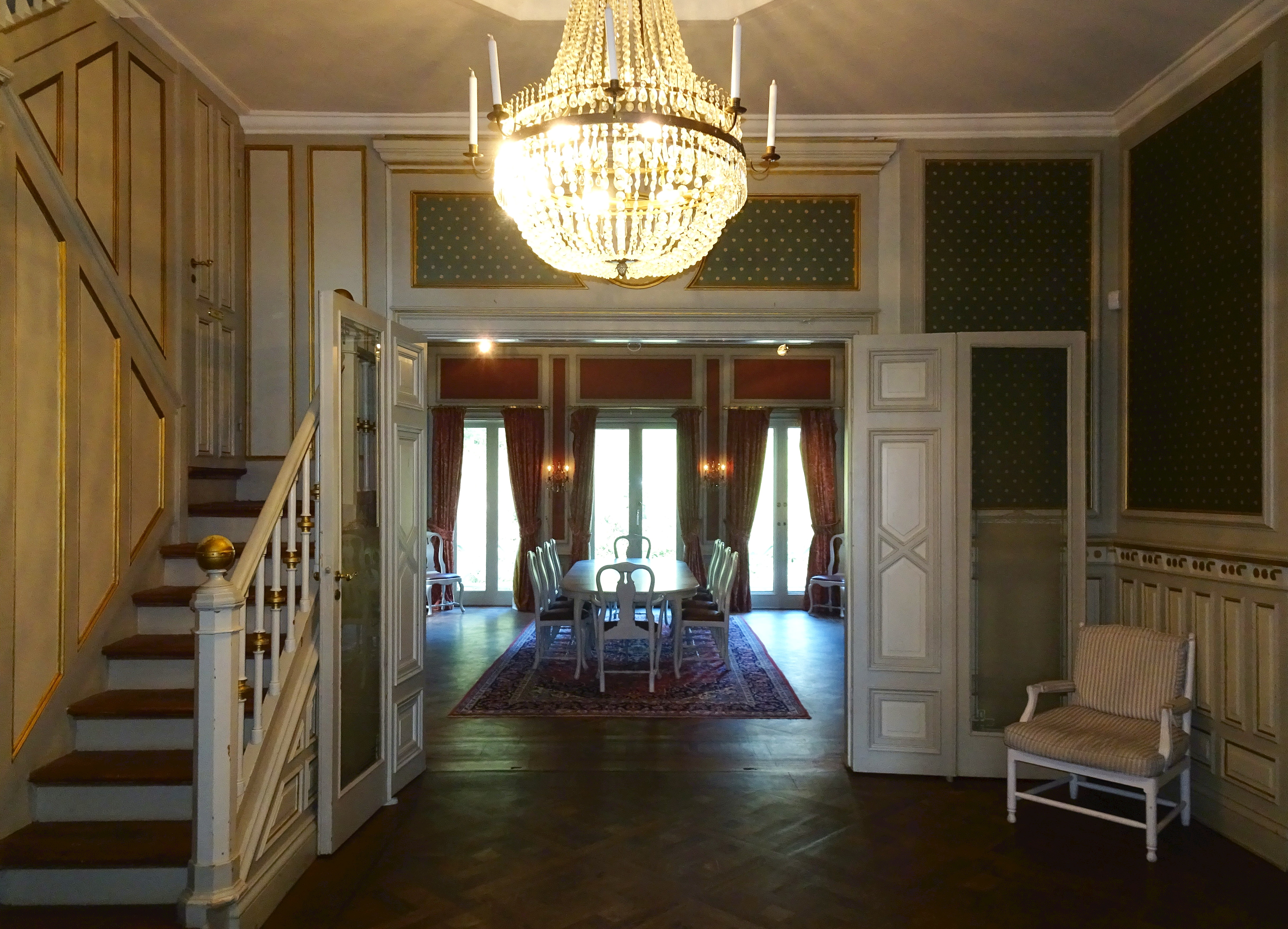
Entréhall och matsalen
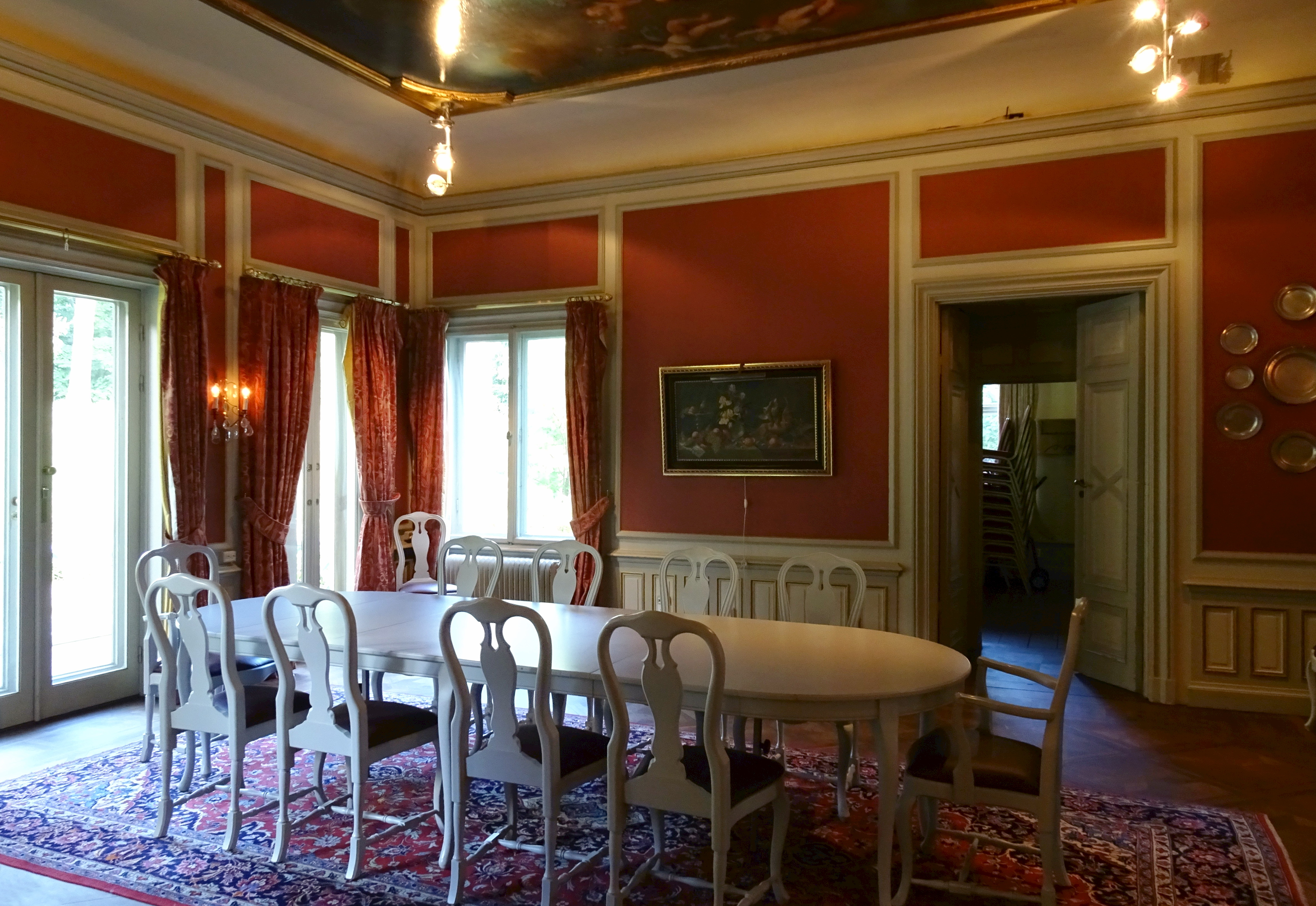
Matsalen
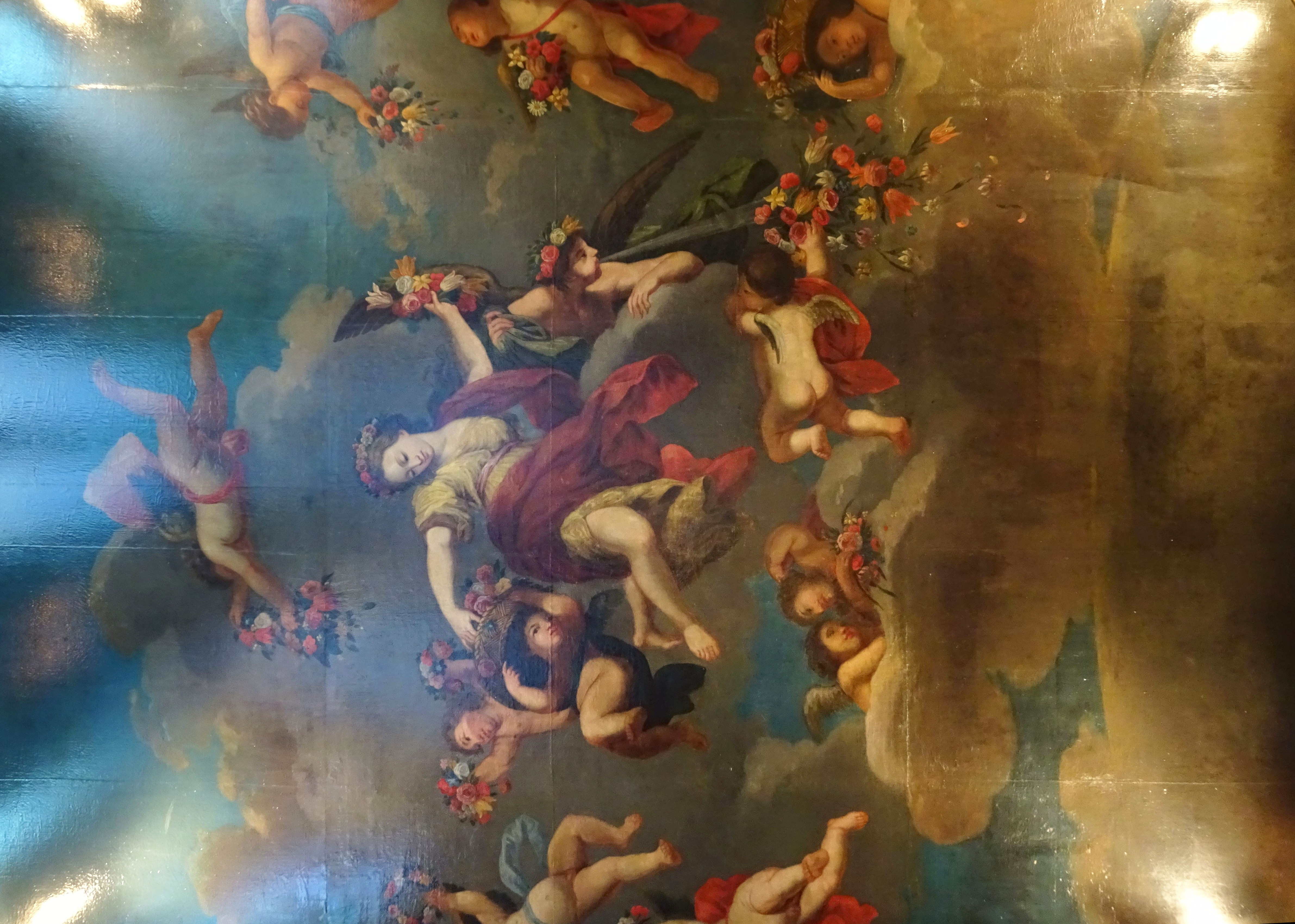
Plafonden i matsalen
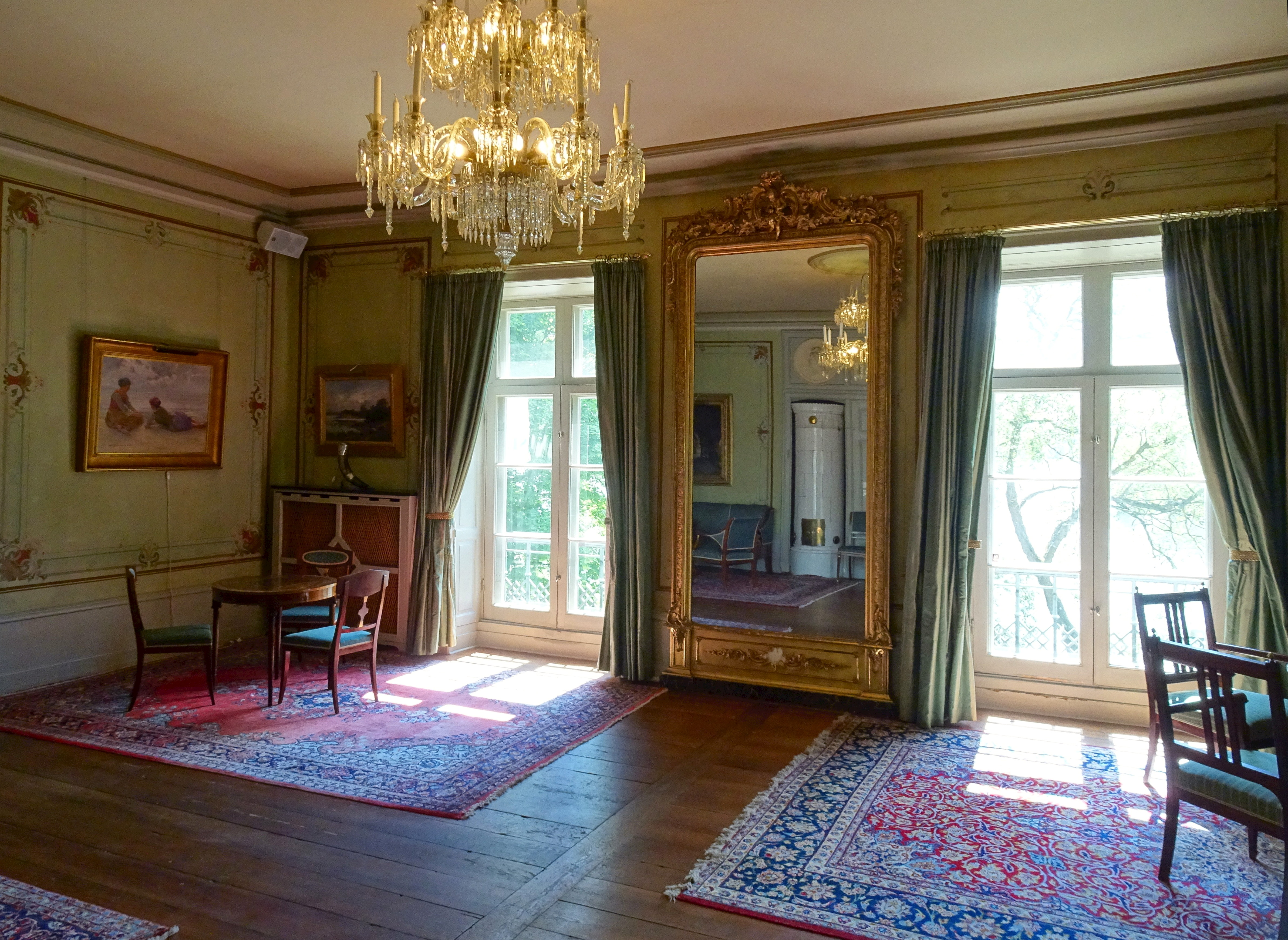
Stora salongen med spegeln
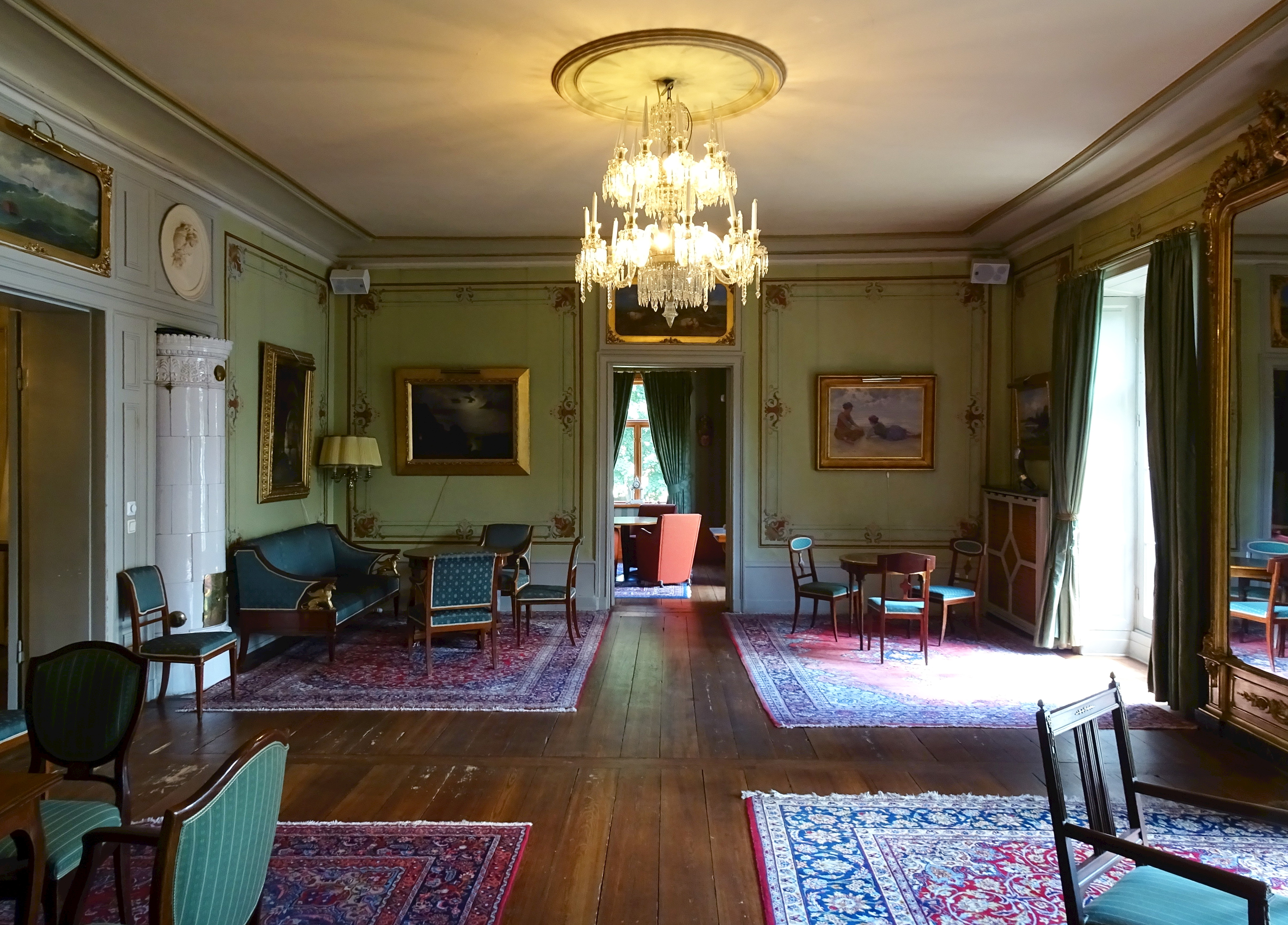
Stora salongen